# Dos locos en escena
Dos locos en escena é um filme de comédia mexicano dirigido por Agustín P. Delgado e produzido por Roberto Gómez Bolaños. Lançado em 1960, foi protagonizado pela dupla Marco Antonio Campos e Gaspar Henaine.

## Elenco
- Marco Antonio Campos
- Gaspar Henaine
- Flor Silvestre
- Marina Camacho
- Roberto Gómez Bolaños
- Tito Novaro
- Jorge Russek
- Aida Araceli
- Armando Sáenz
- Sergio Jurado
- Jorge Casanova